# 2020 QG

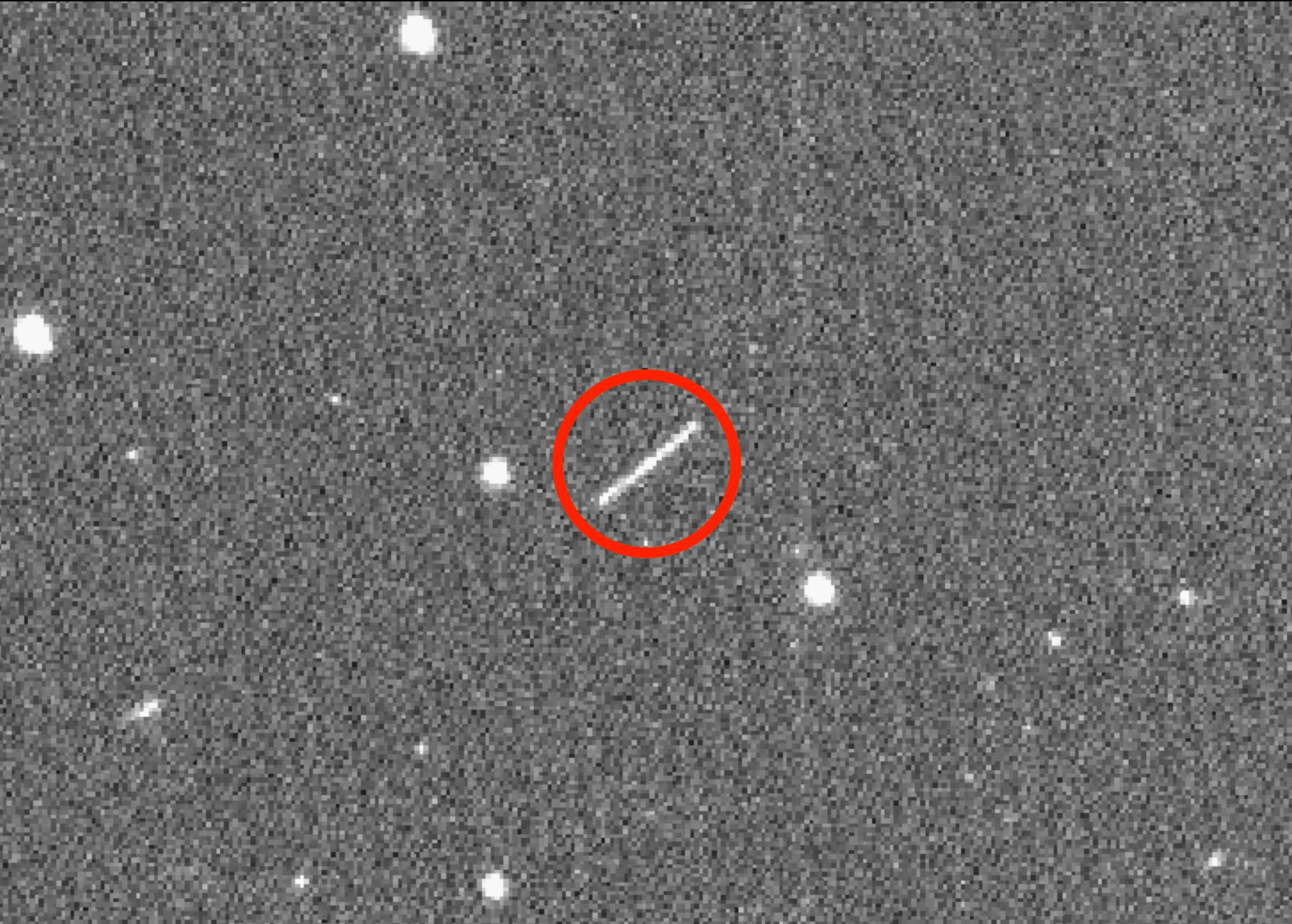
2020 QG

2020 QG är en jordnära asteroid som upptäcktes den 16 augusti 2020 av Zwicky Transient Facility vid Palomar-observatoriet.
Asteroiden är drygt 3 meter i diameter och tillhör asteroidgruppen Apollo.
Några timmar innan den upptäcktes, hade den passerat jorden på ett avstånd av ungefär 2 950 km. Vilket gör passagen till den hittills närmaste uppmätta. Hade asteroiden gått in i jordens atmosfär, hade den med stor sannolikhet brunnit upp, utan att något material nått jordens yta.
Att asteroider av denna storlek brinner upp i jordens atmosfär, sker flera gånger om året.